# Proves experimentals de la dilatació del temps

Relació entre la velocitat i el factor de Lorentz γ (i per tant la dilatació del temps dels rellotges en moviment).

Proves experimentals de la dilatació del temps, tal com la prediu la relativitat especial, sovint es verifiquen mitjançant experiments sobre la vida útil de les partícules. Segons la relativitat especial, la velocitat d'un rellotge C que viatja entre dos rellotges de laboratori sincronitzats A i B, tal com la veu un observador de laboratori, es redueix en relació amb les velocitats del rellotge de laboratori. Com que qualsevol procés periòdic es pot considerar un rellotge, les vides de les partícules inestables com els muons també s'han de veure afectades, de manera que els muons en moviment haurien de tenir una vida útil més llarga que els muons en repòs. S'han dut a terme diversos experiments que confirmen aquest efecte tant a l'atmosfera com en acceleradors de partícules. Un altre tipus d'experiments de dilatació del temps és el grup d'experiments d'Ives-Stilwell que mesuren l'efecte Doppler relativista.

## Proves atmosfèriques

Diagrama de Minkowski de l'escenari Muon-atmosfera. Els eixos ct i x són ortogonals.

### Teoria

Diagrama de Minkowski de l'escenari Muon-atmosfera. Els eixos ct' i x' són ortogonals.

Diagrama de Loedel de l'escenari Muons-atmosfera. Els eixos ct i x' són ortogonals.

L'aparició dels muons és causada per la col·lisió dels raigs còsmics amb l'atmosfera superior, després de la qual els muons arriben a la Terra. La probabilitat que els muons puguin arribar a la Terra depèn de la seva vida mitjana, que al seu torn es modifica per les correccions relativistes de dues quantitats: a) la vida mitjana dels muons i b) la longitud entre l'atmosfera superior i la inferior (a la superfície de la Terra). Això permet una aplicació directa de la contracció de la longitud sobre l'atmosfera en repòs en el marc inercial S, i la dilatació del temps sobre els muons en repòs a S′.
Dilatació del temps i contracció de la longitud
Longitud de l'atmosfera: La fórmula de contracció ve donada per {\displaystyle L=L_{0}/\gamma }, on L0 és la longitud pròpia de l'atmosfera i L la seva longitud contractada. Com que l'atmosfera està en repòs a S, tenim γ=1 i es mesura la seva longitud pròpia L0. Com que està en moviment a S′, tenim que γ>1 i es mesura la seva longitud contractada L′.
Temps de desintegració dels muons: la fórmula de dilatació del temps és {\displaystyle T=\gamma \ T_{0}}, on T0 és el temps propi d'un rellotge en moviment amb el muó, corresponent al temps mitjà de decaïment del muó en el seu marc de referència propi. Com que el muó està en repòs a S′, tenim γ=1 i es mesura el seu temps propi T′ 0. Com que es mou en S, tenim γ>1, per tant el seu temps propi és més curt respecte al temps T. (A títol comparatiu, es pot considerar un altre muó en repòs a la Terra, anomenat muó-S. Per tant, el seu temps de decaïment en S és més curt que el del muó-S′, mentre que és més llarg en S′.)
- A S, el muó-S′ té un temps de decaïment més llarg que el muó-S. Per tant, el muó-S' té prou temps per travessar la longitud adequada de l'atmosfera per tal d'arribar a la Terra.
- A S′, el muó-S té un temps de decaïment més llarg que el muó-S′. Però això no és cap problema, ja que l'atmosfera es contrau respecte a la seva longitud adequada. Per tant, fins i tot el temps de desintegració més ràpid del muó-S′ és suficient perquè l'atmosfera en moviment el superi i la Terra hi arribi.

Diagrama de Minkowski
El muó emergeix a l'origen (A) per col·lisió de la radiació amb l'atmosfera superior. El muó està en repòs a S′, per tant la seva línia de món és l'eix ct′. L'atmosfera superior està en repòs a S, per la qual cosa la seva línia mundial és l'eix ct. Sobre els eixos de x i x′, hi ha tots els esdeveniments que són simultanis amb A a S i S′, respectivament. El muó i la Terra es troben a D. Com que la Terra està en repòs a S, la seva línia de món (idèntica a la de l'atmosfera inferior) es dibuixa paral·lela a l'eix ct, fins que interseca els eixos x′ i x.
Temps: L'interval entre dos esdeveniments presents a la línia de món d'un sol rellotge s'anomena temps propi, un invariant important de la relativitat especial. Com que l'origen del muó a A i la trobada amb la Terra a D és a la línia de món del muó, només un rellotge en moviment concomitant amb el muó i, per tant, en repòs a S′ pot indicar el temps propi T′0 = AD. A causa de la seva invariància, també a S s'acorda que aquest rellotge indica exactament aquest temps entre els esdeveniments, i com que està en moviment aquí, T′0 = AD és més curt que el temps T indicat pels rellotges que reposen a S. Això es pot veure en els intervals més llargs T = BD = AE paral·lels a l'eix ct.
Longitud: L'esdeveniment B, on la línia de món de la Terra interseca l'eix x, correspon en S a la posició de la Terra simultània amb l'aparició del muó. C, on la línia de món de la Terra interseca l'eix x′, correspon a S′ a la posició de la Terra simultàniament amb l'aparició del muó. La longitud L0 = AB a S és més llarga que la longitud L′ = AC a S′.

### Experiments

Resultats de l'experiment de Frisch-Smith. Corbes calculades per a i.

Si no existeix dilatació del temps, aleshores aquests muons s'haurien de desintegrar a les regions superiors de l'atmosfera; tanmateix, com a conseqüència de la dilatació del temps, són presents en quantitat considerable també a altures molt més baixes. La comparació d'aquestes quantitats permet determinar el temps de vida mitjà, així com el període de semidesintegració dels muons. {\displaystyle N} és el nombre de muons mesurats a l'atmosfera superior, {\displaystyle M} a nivell del mar, {\displaystyle Z} és el temps de viatge en el marc de repòs de la Terra durant el qual els muons recorren la distància entre aquestes regions, i {\displaystyle T_{0}} és el temps de vida propi mitjà dels muons:
{\displaystyle {\begin{aligned}M_{\mathrm {Newton} }&=N\exp \left[-Z/T_{0}\right]\\M_{\mathrm {SR} }&=N\exp \left[-Z/\left(\gamma T_{0}\right)\right]\end{aligned}}}

#### Experiment de Rossi-Hall
El 1940 a Echo Lake (3240 m) i Denver a Colorado (1616 m), Bruno Rossi i D. B. Hall va mesurar la decaïment relativista dels muons (que ells pensaven que eren mesons). Van mesurar muons a l'atmosfera viatjant per sobre de 0,99 c (on c és la velocitat de la llum). Rossi i Hall van confirmar les fórmules del moment relativista i la dilatació del temps de manera qualitativa. Conèixer la quantitat de moviment i el temps de vida dels muons en moviment els va permetre calcular també el seu temps de vida mitjà propi; van obtenir ≈ 2.4 μs (experiments moderns van millorar aquest resultat a ≈ 2.2 μs).

#### Experiment de Frisch-Smith
Un experiment molt més precís d'aquest tipus va ser dut a terme per David H. Frisch i Smith (1962) i documentat per una pel·lícula. Van mesurar aproximadament 563 muons per hora en sis passades al Mont Washington a 1917 m sobre el nivell del mar. Mesurant la seva energia cinètica, les velocitats mitjanes dels muons es troben entre 0,995 c i 0,9954 es van determinar c. Una altra mesura es va prendre a Cambridge, Massachusetts, al nivell del mar. El temps que els muons necessiten de 1917 m a 0 m hauria de ser d'uns 6,4 µs. Suposant una vida útil mitjana de 2,2 μs, només 27 muons arribarien a aquesta ubicació si no hi hagués dilatació del temps. No obstant això, van arribar a Cambridge aproximadament 412 muons per hora, cosa que va resultar en un factor de dilatació del temps de 8,8±0,8.
Frisch i Smith van demostrar que això està d'acord amb les prediccions de la relativitat especial: el factor de dilatació del temps per als muons del Mont Washington que viatgen a 0,995 c a 0,9954 c és aproximadament 10,2. La seva energia cinètica i, per tant, la seva velocitat va disminuir fins que van arribar a Cambridge a 0,9881 c i 0,9897 c a causa de la interacció amb l'atmosfera, reduint el factor de dilatació a 6,8. Així doncs, entre l'inici (≈ 10.2) i l'objectiu (≈ 6.8) van determinar un factor de dilatació temporal mitjà de 8,4±2, d'acord amb el resultat mesurat dins del marge d'error (vegeu les fórmules anteriors i la imatge per calcular les corbes de decaïment).

## Proves d'accelerador i rellotge atòmic

### Dilatació del temps i simetria CPT
S'han fet mesures molt més precises de les desintegracions de partícules en acceleradors de partícules utilitzant muons i diferents tipus de partícules. A més de la confirmació de la dilatació del temps, també es va confirmar la simetria CPT comparant els temps de vida de les partícules positives i negatives. Aquesta simetria requereix que les taxes de desintegració de les partícules i les seves antipartícules hagin de ser les mateixes. Una violació de la invariància CPT també conduiria a violacions de la invariància de Lorentz i, per tant, de la relativitat especial.
Avui dia, la dilatació temporal de les partícules es confirma rutinàriament en acceleradors de partícules juntament amb proves d'energia i moment relativistes, i la seva consideració és obligatòria en l'anàlisi d'experiments amb partícules a velocitats relativistes.

### Paradoxa dels bessons i rellotges en moviment
Bailey et al. (1977) van mesurar el temps de vida dels muons positius i negatius enviats al voltant d'un bucle a l'anell d'emmagatzematge de muons del CERN. Aquest experiment va confirmar tant la dilatació del temps com la paradoxa dels bessons, és a dir, la hipòtesi que els rellotges que s'allunyen i tornen a la seva posició inicial s'alenteixen respecte a un rellotge en repòs. Altres mesures de la paradoxa dels bessons també impliquen la dilatació gravitacional del temps.
A l'experiment de Hafele-Keating, es van fer volar rellotges atòmics de feix de cesi arreu del món i es van trobar les diferències esperades en comparació amb un rellotge estacionari.

### Hipòtesi del rellotge: manca d'efecte de l'acceleració
La hipòtesi del rellotge afirma que el grau d'acceleració no influeix en el valor de la dilatació del temps. En la majoria dels experiments anteriors esmentats, les partícules en descomposició es trobaven en un sistema de referència inercial, és a dir, sense acceleració. No obstant això, a Bailey et al. (1977) les partícules van ser sotmeses a una acceleració transversal de fins a ~1018 g. Com que el resultat va ser el mateix, es va demostrar que l'acceleració no té cap impacte en la dilatació del temps. A més, Roos et al. (1980) van mesurar la desintegració dels barions Sigma, que estaven sotmesos a una acceleració longitudinal entre 0,5 i 5,0×1015 g. De nou, no es va mesurar cap desviació de la dilatació del temps ordinària.